# ギニア (地域)

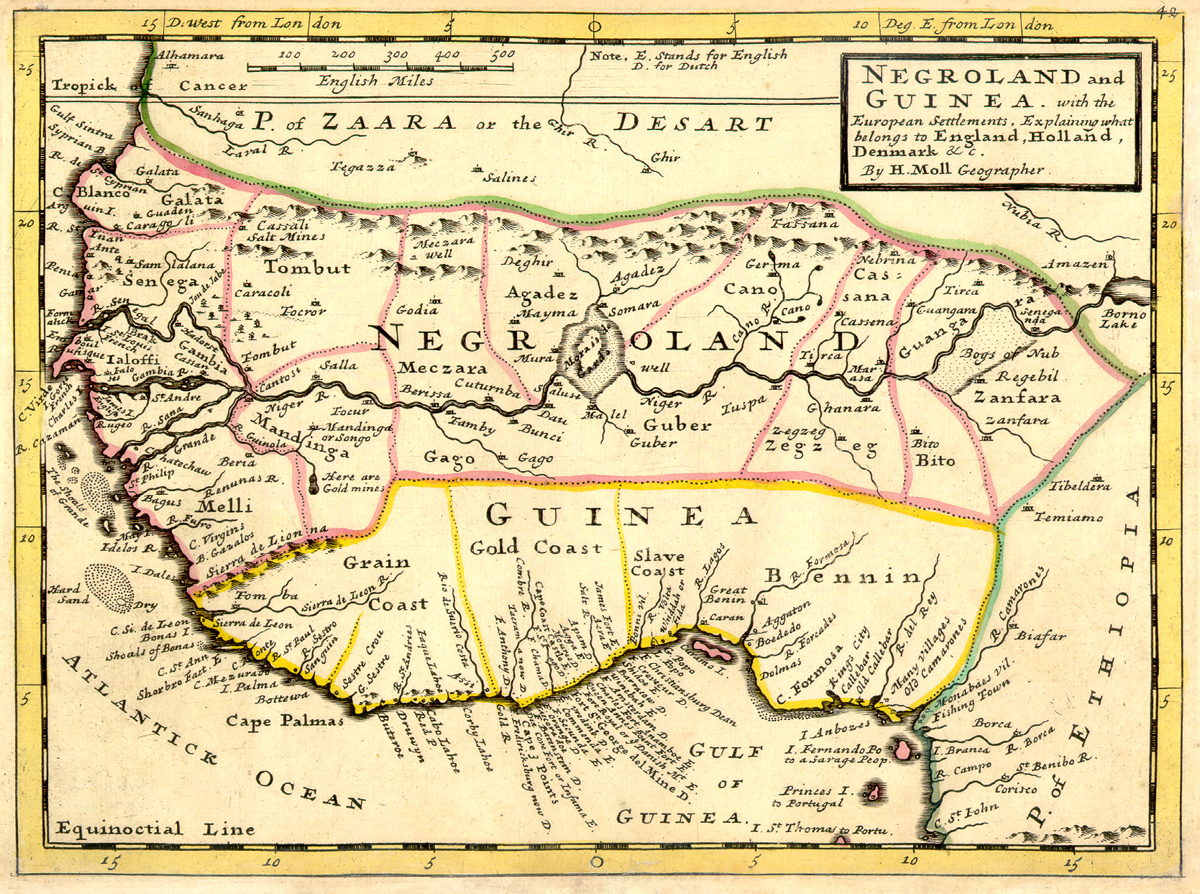
1736年頃の西アフリカの地図では「イングランド、オランダ、デンマーク等に属する」と説明されている。

ギニア（Guinea）とは、ギニア湾沿いのアフリカを表す伝統的な地域名である。北のサヘルに至るまでの熱帯雨林地域を主に指す。

## 歴史
歴史的にギニアはヨーロッパとの交易を初めて行ったサブサハラアフリカであった。
第二次カスティーリャ継承戦争中の1478年、エルミナの近海でギニアの海戦がカスティーリャ王国のアルマダとポルトガル王国のフリゲート艦がギニアでの金、奴隷、象牙、胡椒の貿易の覇権をめぐって行われた。この戦いはポルトガル軍の勝利に終わり、翌1479年のアルサソヴァス条約にてカトリック両王に係争地域のほぼ全域のポルトガルの統治権を認めさせたこの戦争はヨーロッパ同士での初めての植民地戦争であった。その後はネーデルラント連邦共和国、フランス王国、イギリス帝国がこの地に参画してきた。
象牙や金、奴隷の貿易が発展していくにつれ、この地域は潤い、18世紀から19世紀にかけて複数の中央集権王国が発展していった。これらの国家は広く開けたサヘルから見れば小さい領域を有すのみではあったが高い人口密度を有していた。そして貿易によって、より集中が進み、より文明的にも発展していった。これらの王国の過密はヨーロッパの侵入に対して、アフリカの他の地域に於ける侵入に比してより大きな抵抗を呈させた。その抵抗は感染症に免疫のないヨーロッパ人への感染と結びつき、19世紀末まで植民地化を免れる事が出来た。

## 地域
ギニア地域は下ギニア（w:Lower Guinea）と上ギニア（w:Upper Guinea）に分けられる事もある。下ギニアはアフリカでも有数の人口集中地帯で、ナイジェリアの南部、ベニン、トーゴ、ガーナに相当する。上ギニアは海岸ギニアに比すると疎であり、コートジボワールからセネガルに相当する地域である。また、現在のギニア共和国国内ではLower Guineaの語は海岸ギニアを、Upper Guineaの語は高地ギニアを意味し、同国内の一部分を表す。
ヨーロッパの商人はこの地域を主要輸出品に基づいて分割していた。ベナン、ナイジェリア周辺の東側は奴隷海岸と呼ばれ、現在のガーナは後にイギリスの植民地の名前にもなった黄金海岸、その西側は国名にもなっている象牙海岸、リベリア、シエラレオネ周辺は胡椒海岸あるいは穀物海岸と呼ばれていた。

## 語源
ギニアの語源は明らかでない。英語のGuinea（ギニー）はポルトガル語のGuiné（ギネー）に由来し、これは15世紀半ばに、Guineusの住む土地と言う意味を持つ単語として初出している。Guineusはセネガル川より先に居住する黒人と言う意味で一般的に当時用いられていた。ギニアの語は1453年のゴメス・アーネス・デ・ズララによる年代記に使われており、またジョアン2世は1483年以降Senhor da Guiné（ギニア卿）の号を称している。ギニアという語は、ベルベル語のGhinawen（アラビア語化されてGuinauha、Genewahとも）からポルトガル語に借用されたものではないかとされている。Ghinawenとは焼けた人々の意味である（エチオピアの語源にあたる古代ギリシャ語のΑἰθίοψアイティオプスが「焼けた顔の」を意味するのに類似）。ベルベル語のaginawあるいはAkal n-Iguinawenの語はそれぞれ「黒い」・「黒人の土地」の意味を有している。
他の有力な論として、1526年にレオ・アフリカヌスによって提唱された、ギニアの語がニジェール川沿いの都市であるジェンネに由来しているのではないかとする説がある。ジェンネはガーナ帝国が崩壊した11世紀から、マリ帝国が侵入し交易路を破壊し、ジェンネの外れのそれまでは小さな都市であったトンブクトゥにその交易路を移した13世紀まで、西アフリカでの金と塩の貿易を占有していた。その時代にGenewahの語がアラビア語の文献に現れるようになった。その他にギニアとガーナを繋げようとする論もあるが、その可能性は低い。「ガーナ」の名は、すでに11世紀のバクリーの地理書中に見つけることができ、アラビア語の文献上ではGenewahと区別されている。逆に、ガーナとジェンネ自身が、そこに住む黒人に対してベルベル人がつけた呼称に由来する可能性もある。つまり、ベルベル語で黒人を意味するGhinawenがジェンネの由来であり、その後ジェネによって支配されている土地と言う意味でアラビア語のGenewahになり、それがさらにポルトガル語に輸入されてGuinéになった可能性がある。

## 属する国家
- ベナン
- コートジボワール
- 赤道ギニア（かつてはスペイン領ギニア）
- ガンビア
- ガーナ（かつてはデンマーク領ギニア、オランダ領ギニア（英語版））
- ギニア（かつてはフランス領ギニア）
- ギニアビサウ（かつてはポルトガル領ギニア）
- リベリア
- セネガル
- シエラレオネ
- トーゴ（かつてはドイツ領ギニア）
- 南部ナイジェリア
- 西部カメルーン（かつてはドイツ領ギニア）